# Paul Epp
Paul Epp (* 3. November 1877 in Niedau; † im 20. Jahrhundert) war ein deutscher Landwirt und Politiker (DDP).
Epp war der Sohn eines Landwirts. Er besuchte die Volksschule und war dann Hofbesitzer in Holm, Landkreis Großes Werder.
In der Freien Stadt Danzig schloss er sich der DDP an und war für diese 1920 Mitglied im Volkstag. Im gleichen Jahr schied er aus dem Parlament aus und Gerhard Friedrich wurde sein Nachrücker.